# Reprezentacja Albanii w koszykówce mężczyzn
Reprezentacja Albanii w koszykówce mężczyzn – drużyna, która reprezentuje Albanię w koszykówce mężczyzn. Za jej funkcjonowanie odpowiedzialny jest Albański Związek Koszykówki (Federata Shqiptare e Basketbollit). Dwukrotnie brała udział w Mistrzostwach Europy – 1947 i 1957, jednak w obu tych turniejach zajęła ostatnie miejsce, przegrywając wszystkie spotkania. W 2006 roku zdobyła również srebrny medal mistrzostw małych krajów Europy.

## Udział w imprezach międzynarodowych
- Mistrzostwa Europy
  - 1947 – 14. miejsce
  - 1957 – 16. miejsce

- Mistrzostwa małych krajów Europy
  - 2002 – 6. miejsce
  - 2004 – 5. miejsce
  - 2006 – 2. miejsce